# Hiantopora radicifera
Hiantopora radicifera är en mossdjursart som först beskrevs av Walter Douglas Hincks 1881.  Hiantopora radicifera ingår i släktet Hiantopora och familjen Hiantoporidae. Inga underarter finns listade i Catalogue of Life.